# John Jackson (Bluesmusiker)

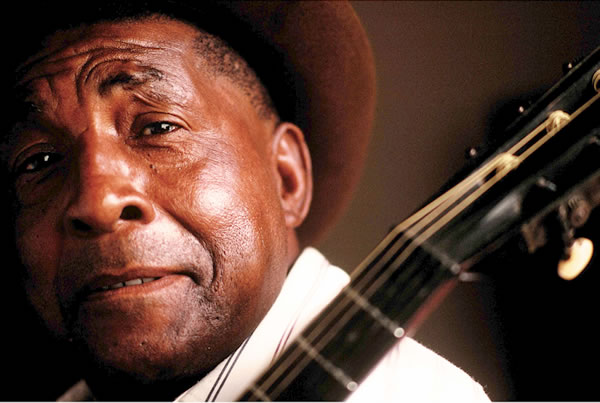
John Jackson, 1986

John Jackson (* 24. Februar 1924 in Woodville, Virginia; † 20. Januar 2002 in Fairfax, Virginia) war ein US-amerikanischer Musiker des Piedmont Blues.

## Biografie
John H. Jackson wuchs in einer musikalischen Familie auf; er lernte früh, Gitarre zu spielen. Er trat bei Tanzabenden und Hauspartys in der Umgebung auf. 1946 hörte er jedoch damit auf, nachdem es bei einem seiner Auftritte zu einer Schlägerei gekommen war. Er zog nach Fairfax, wo er unter anderem als Fahrer und Totengräber arbeitete.
1964 wurde er zufällig wiederentdeckt. Im Zuge des Blues-Revivals machte er seine ersten Aufnahmen bei Arhoolie Records. Er war mehrfach in Europa, spielte bei Festivals und nahm auch für Rounder und Alligator Records auf.
Jackson starb 2002 in Fairfax an Leberkrebs; er war 77 Jahre alt.

## Diskografie (Alben)
- 1970: Don’t Let Your Deal Go Down
- 1979: Step It Up And Go
- 1990: Deep In Bottom
- 1999: Country Blues & Ditties
- 1999: Front Porch Blues
- 2010: Rappahannock Blues